# Каргаполовский сельсовет
Каргаполовский сельсовет — сельское поселение в Сузунском районе Новосибирской области Российской Федерации.
Административный центр — село Каргаполово.

## История
Статус и границы сельского поселения установлены Законом Новосибирской области от 2 июня 2004 года № 200-ОЗ «О статусе и границах муниципальных образований Новосибирской области»

## Население
| 2002 | 2010 | 2012 | 2013 | 2014 | 2015 | 2016 |
| ---- | ---- | ---- | ---- | ---- | ---- | ---- |
| 1356 | ↘969 | ↘954 | ↘944 | ↗956 | ↘937 | ↘931 |
| 2017 | 2018 | 2019 | 2020 | 2021 |      |      |
| ↘921 | ↗939 | ↘927 | ↗930 | ↘928 |      |      |

## Состав сельского поселения
| № | Населённый пункт | Тип населённого пункта       | Население |
| - | ---------------- | ---------------------------- | --------- |
| 1 | Зорино           | село                         | ↘142      |
| 2 | Каргаполово      | село, административный центр | ↘606      |
| 3 | Тараданово       | деревня                      | ↘221      |
| 4 | Тараданово       | железнодорожная станция      | ↘0        |